# Immanuelskyrkans församling, Norrköping
Immanuelskyrkans församling var en församling i Norrköping grundad år 1865 och nedlagd år 2023. Församlingen var ansluten till Equmeniakyrkan (tidigare Svenska Missionskyrkan) och verkade i Kyrkan vid Vasaparken, Norrköping fram till 2023-03-12.
Tidigare hade församlingen ett hus på Nya Rådstugugatan, som invigdes den 28 december 1884. I den fanns en orgel byggd 1898 av Åkerman & Lunds Orgelfabriks AB, Stockholm, en orgel med 14 stämmor, två manualer och pedal. Orgeln flyttades till Vasakyrkan, Hedemora.